# Amine Laâlou
Amine Laâlou (Salé, 13 mei 1982) is een Marokkaanse atleet, die is gespecialiseerd in de 800 m. In deze discipline werd hij Marokkaans kampioen. Hij nam tweemaal deel aan de Olympische Spelen.

## Loopbaan
Zijn eerste succes behaalde Laâlou in 2003 door de 800 m op de Noord-Afrikaanse kampioenschappen te winnen. Op de wereldindoorkampioenschappen van 2004 in Boedapest viste hij met een vierde plaats net naast een podiumplaats. Op de Olympische Spelen van 2004 in Athene werd hij in de halve finale uitgeschakeld met een tijd van 1.47,53.
Hij werd in deze discipline zesde op de wereldkampioenschappen van 2007 in Osaka. Op 11 juli 2008 won hij de 800 m op de Golden Leaguewedstrijd in Rome met een tijd van 1.44,27. Op de Olympische Spelen van 2008 in Peking sneuvelde hij, net als vier jaar eerder, in de halve finale.
Hij plaatste zich ook voor de Olympische Zomerspelen 2012 in Londen, maar ging deze wedstrijd niet van start.

## Titels
- Marokkaans kampioen 800 m - 2003

## Persoonlijke records
Outdoor
| Onderdeel   | Prestatie | Datum        | Plaats    |
| ----------- | --------- | ------------ | --------- |
| 400 m       | 47,57 s   | 21 mei 2005  | Marrakesh |
| 800 m       | 1.43,25   | 14 juli 2006 | Rome      |
| 1000 m      | 2.15,31   | 5 juni 2011  | Rabat     |
| 1500 m      | 3.29,53   | 22 juli 2010 | Monaco    |
| 1 Eng. mijl | 3.50,22   | 3 juli 2010  | Eugene    |

Indoor
| Onderdeel   | Prestatie | Datum            | Plaats       |
| ----------- | --------- | ---------------- | ------------ |
| 800 m       | 1.45,96   | 20 februari 2007 | Stockholm    |
| 1500 m      | 3.37,03   | 23 februari 2012 | Stockholm    |
| 1 Eng. mijl | 3.54,49   | 11 februari 2012 | Fayetteville |

## Prestaties

### Kampioenschappen
| Jaar | Wedstrijd                   | Plaats      | Resultaat | Afstand | Tijd    |
| ---- | --------------------------- | ----------- | --------- | ------- | ------- |
| 2001 | Afrikaanse jeugdkamp.       | Réduit      | 2e        | 800 m   | 1.49,94 |
| 2003 | Noord-Afrikaanse kamp.      | Tunis       | 1e        | 800 m   | 1.46,18 |
| 2004 | WK indoor                   | Boedapest   | 4e        | 800 m   | 1.46,57 |
| 2004 | Wereldatletiekfinale        | Monte Carlo | 7e        | 800 m   | 1.46,74 |
| 2005 | Middellandse Zeespelen      | Almería     | 3e        | 800 m   | 1.47,58 |
| 2005 | Islamitische Spelen         | Mekka       | 1e        | 800 m   | 1.45,96 |
| 2006 | Wereldatletiekfinale        | Stuttgart   | 7e        | 800 m   | 1.47,91 |
| 2007 | WK                          | Osaka       | 6e        | 800 m   | 1.47,45 |
| 2007 | Wereldatletiekfinale        | Stuttgart   | 4e        | 800 m   | 1.46,18 |
| 2008 | Wereldatletiekfinale        | Stuttgart   | 5e        | 800 m   | 1.50,03 |
| 2009 | FBK Games                   | Hengelo     | 2e        | 800 m   | 1.43,36 |
| 2009 | WK                          | Berlijn     | 5e        | 800 m   | 1.45,66 |
| 2010 | WK indoor                   | Berlijn     | 5e        | 1500 m  | 3.42,42 |
| 2010 | Afrikaanse kampioenschappen | Nairobi     | 2e        | 1500 m  | 3.36,38 |
| 2012 | WK indoor                   | Istanboel   | 9e        | 1500 m  | 3.49,14 |

### Golden League-podiumplekken
| Jaar | Wedstrijd          | Plaats | Resultaat | Afstand | Tijd    |
| ---- | ------------------ | ------ | --------- | ------- | ------- |
| 2006 | Golden Gala        | Rome   | 1e        | 800 m   | 1.43,25 |
| 2008 | Golden Gala        | Rome   | 1e        | 800 m   | 1.44,27 |
| 2008 | Memorial Van Damme | Rome   | 3e        | 800 m   | 1.45,01 |
| 2009 | Golden Gala        | Rome   | 2e        | 1500 m  | 3.31,56 |

### Diamond League-podiumplekken
| Jaar | Wedstrijd                       | Plaats      | Resultaat | Afstand | Tijd    |
| ---- | ------------------------------- | ----------- | --------- | ------- | ------- |
| 2010 | Qatar Athletic Super Grand Prix | Doha        | 3e        | 800 m   | 1.43,71 |
| 2010 | Prefontaine Classic             | Eugene      | 2e        | 1 mijl  | 3.50,22 |
| 2010 | Athletissima                    | Lausanne    | 2e        | 1500 m  | 3.32,75 |
| 2010 | Herculis                        | Monaco      | 2e        | 1500 m  | 3.29,53 |
| 2011 | Athletissima                    | Lausanne    | 3e        | 800 m   | 1.45,11 |
| 2011 | Meeting Areva                   | Saint-Denis | 1e        | 1500 m  | 3.32,15 |
| 2011 | British Grand Prix              | Birmingham  | 3e        | 800 m   | 1.45,77 |